# Forbici (araldica)
In araldica la forbice è frequentemente assunta come arma da chi opera con esse, come i sarti o gli acconciatori di capelli.
Frequentemente le forbici sono rappresentate aperte e poste in decusse.
Le forbici all'antica sono rappresentate  come una molla circolare cui sono saldate le due lame della forbice.

forbici d'argento poste in decusse (stemma di Schiersfeld, Germania)
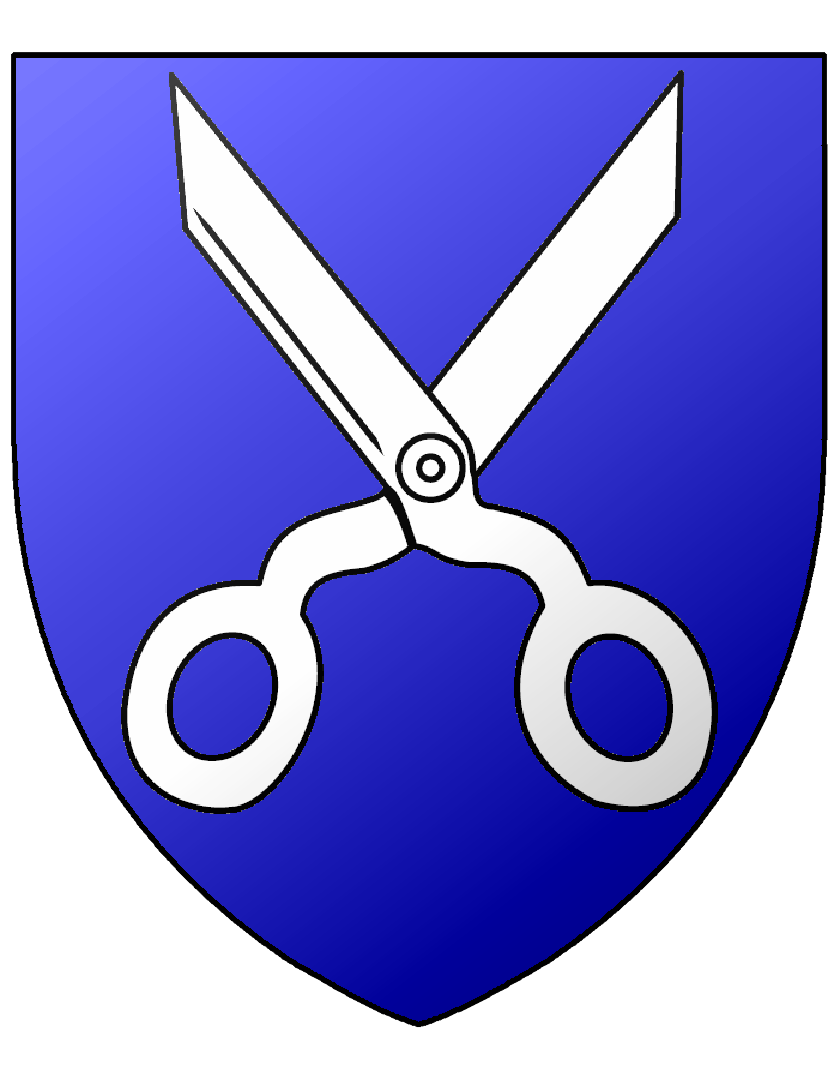
D'azzurro, al paio di forbici d'argento, aperte in decusse (Corporazione dei Sarti di Parigi)
Di rosso, a due forbici d'argento, ordinate in fascia, la prima rovesciata (Borås, Svezia)
D'azzurro, alla sbarra d'argento, caricata da una spada di rosso, abbassata e posta nel senso della pezza, accostata da due coppie di forbici d'argento, disposte a formare una W (Wallau, quartiere di Hofheim am Taunus, Germania)

## Traduzioni
- Feancese: ciseaux
- Inglese: scissors